# ميرزا علي أكبر صابر
علي أكبر زينل عبدين أغلو طاهرزاده (م1862 – 1911م) (بالأذربيجانية: Mirzə Ələkbər Sabir) اسمه المستعار «صابر» وهو مفكر ومعلم ومترجم وشاعر أذربيجاني، ويُعد من الشخصيات الرائدة في الأدب الأذربيجاني، مؤسس فن الهجاء في الشعر الاذربيجاني الذي عاش في الفترة بين نهاية القرن التاسع عشر وبداية القرن العشرين.

## حياته

### طفولته وتعليمه
وُلِد في 30 مايو عام 1862 في مدينة شاماخي لعائلة متديّنة وكان أبوه يمتلك محل بقالة صغيرو يريد لابنه أن يصبح رجل دين في المستقبل. تلقى صابر تعليمه الأول في مدرسة دينية (مُلاَّ خانة)؛ درس الشاعرعلى يد رجال الدين يوُمنون بالخرافات وكان لاولئك الرجال نظرة خاطئة للدين ولا يعلمون الدين الصحيح. في عام 1874 انتقل إلى مدرسة «المجلس» الحديثة التي افتتحها الشاعر الشهير السيد عظيم الشيرواني. ولعبت هذه المدرسة دوراً هامًا في حياته، فمنحته دافعاً وحافزًا كبيرين لتطوير معرفته وموهبته الشعرية.
لكنه لم يمكث في تلك المدرسة مدًة طويلة، فبعد عامين تقريبًا أوقف أباه تعليمه وأجبره على العمل مساعداً له في محل البقالة. لكن صابر الشاب كان شغوفاً بالعلم والتعلم ووكان منذ صغره يشعر بقيمة الكتاب، حيث لم يكن يتوفر بسهولة في تلك الأيام. كتب الشاعرعباس صحات في ذكرياته أن أبو صابر كان غاضبًا وغالبًا ما يوبخ ابنه لاهتمامه بالقراءة والكتابة حتى أنه مزق دفترًا لأشعاره.

### حياته التاليه ومسيرته الأدبية
في عام 1885 قام برحلة، بحيث إنه زار العتبات المقدسة وسافر إلى عدد من المدن والدول من بينها: عشق اباد وسبزوار ونيشابور وسمرقند ومشهد وبخارة وخوراسان. فقد كان يتنقل في المدن والمناطق، ويلتقي الكثير من العلماء والأدباء والمفكرين.
في عام 1887 بعد عودته من رحلته الأولى، تزوج من فتاة اسمها بلورنساء من أقربائه. واشتغل الشاعر بصنع الصابون ويبعه ليعيل عائلته، فلم يكن له مهنة أخرى، وعانه معاناًة من الفقر. في عام 1901 الشاعر عباس صحات عاد إلى شاماخي ووالتقى صديقه الذي شجع صابر ودعمه في مساعيه الإبداعية. صابر قام يشارك في مجالس الأدبية. كانت تعقد المجالس الأدبية في بيوتات شاماخي القديمة، وكانت لها مواعيد زمانية ومكانية ثابتة، حيث تقام فيها جلسات نقاشية فكرية اجتماعية وأدبية. في عام 1902 وقع زلزال ٌ مروعٌ دمر مدينة شاماخي بأكملها وأصبحت أغلبية سكان المدينة بلا مأوى ولقد انهار منزل الشاعرايضًا.
ابتداء من أوائل القرن العشرين بدأ ينشر أشعاره في الصحف، ففي عام 1903 نُشر أحد أشعاره في جريدة «شرقي- روس» وبعد فترة قليلة نُشر في جريدة أخرى «الحياة»؛ وفي عام 1906 بدأ طبع مجلة «الملا نصر الدين» وتقبل الشاعر هذه المجلة بوصفها تجسيدًا لرغباته ورغبات الشعب الحقيقي، وسرعان ما أصبح صابر أكثر الشعراء المحبوبين وأكثر المؤلفين نشاطًا في تلك المجلة. ورغم أن الشاعر كان يكتب أشعاره بأسماء مستعارة كان الرجعيّون في شماخي وباكو وفي غيرها من مناطق أذربيجان ينتقدون أعامله ويصفون قراءها «بالكفار» وأفتى رجالات الدين الجهلاء أؤلئك حينًا بعد حينٍ بقتل صابر، وكان الأغنياء يرسلون له رسائل مليئة بالتهديدات، وكان شيوخ القبائل يوجهون له الإهانات في الشارع.
في أوائل عام 1907 قرر الشاعر التوقف عن صناعة الصابون وبيعه وقرر العمل في الصحافة في مجال التنوير، وقرر مواصلة قرض الأشعار على نحو أكثر انتظامًا؛ فجاء إلى باكو وعمل في مكتب التحرير لمجلة «إرشاد» مصححًا لمدة ما، واستعد لدوخل الامتحان لكي يحصل على شهادة مدرس. وفي غضون ذلك استلم عددًا من الرسائل المبهجة من أصدقائه المدرسين العالمين في دار المعلمين في غوري، وجاء في تلك الرسائل إنه في القريب العاجل ستكون وظيفة المدرس في قسم اللغة الأذربيجانية في المعهد شاغرة. وبعد أن نجح الشاعر في الامتحان الذي عُقد له في الحادي عشر من شهر أبريل من عام 1908 في الإدارة الدينية في محافظة باكو سافر في السابع من شهر مايو إلى مدينة تبليسي وحصل على شهادة مدرس الشريعة واللغة الأذربيجانية من مكتب القوقاز في إدارة شيخ الإسلام (الإدارة الدينية العليا).
وفي شهر سبتمبر من السنة ذاتها تمكن صابر في افتتاح مدرسة «امود» (الأمل) التي كان يحلم بها لفترة طويلة. وبعد فترة قصيرة بدأ الشاعر التدريس في المدرسة «نجاة» (النجاة) الواقعة في منطقة «بالاخاني» باهتمام كبير، وعمل في مكتب التحرير لجريدتي «جوناش» (الشمس) و«هاكيكات» (الحقيقة) اللتان صدرتا في مدينة باكو في ربيع ذلك العام، وكانت جريدة «جوناش» تنشر صفحة ساخرة من تأليف الشاعر صابر بعنوان «يلان دوز» (الكذب والصح) في أيام الجمعة.
يعد ميرزا علي أكبر صابر من مؤسسي الواقعية النقدية في الأدب الوطني في أذربيجان، ومؤسس مدرسة «الملا نصر الدين» للشعر الهجائي، فهو ذلك الممثل العظيم للشعر الهجائي في العالم الإسلامي التركي، وقد ألّف أعماله الغنائية والمحلية والهجائية بأوزان العَروض.
أول مبتكر للقصيدة الهجائية أحادية في الأدب الاذربيجاني، وقد أثرى الشاعر الهجائي الوطني بعدد من الأجناس الجديدة للشعر الهجائي: مثل «سؤال وجواب» و«بحر تعويل» و«التشيد الهجائي» و«قيرمانج» و«تعزية»، وتتمثل المواضيع الرئيسية للنشاط الإبداعي عند الشاعر في الوطن والأمة والحرية والاستقلال، وفي إطار نشاطه الأدبي كتب الشاعر المرثيات الدينية والاشعار الغنائية والهجائيات وصفحات التسلية والمقالات، وعمل في حقل الترجمة. تطور الشعر الهجائي والغنائي بالتزامن في إطار النشاط الإبداعي لدي الشاعر، ويمكن تصنيف قصائده الغنائية إلى ثلاث مجموعات: الغزليات المكتوبة بالأسلوب التقليدي، والأشعار الاجتماعية والسياسية وقصائد للأطفال.
في أوائل القرن العشرين أثري صابر شعر «الفخرية» باستخدام أغراض شعرية جديدة، فقد كرس قصيدة الفخرية التي نشرها في مجلة «الملا نصر الدين» للتعبير عن مصير الشعب والوطن، ففي تلك القصيدة دعا صابر الشعب للتكافل على المستوى الوطني والتوقف عن التمييز بين الناس على أساس الدين.
ترجم صابر جزاءًا من ملحمة «شاه نامه» للفردوسي إلى اللغة الأذربيجانية، وكتب قصة خرافية بعنوان «الغراب والثعلب» باستخدام الأغراض ذاتها التي تناولها الكاتب الروسي إيفان أندريفتش كريلوف في قصته الخرافية التي تحمل الأسم ذاته، وتتمثل الموضوعات الرئيسية التي تناولها الشاعر في هجائياته في المشكلات الاجتماعية والسياسية، والجهل الثقافي والاجتماعي عن الشعب والخرافات والأمية والحرية المرأة؛ وفيما يلي بعض الأمثلة على القصائد الهجائية «صابر» التي تجسد العواقب الموًسفة للجهل والأمية والتمييز الطبقي في المجتمع: «لا تستيقظ» و «من نام الشاب بعمق كما لو كان ميتًا» و«لا يعنينا الأمر» و«لا أحد يمكنه الطعن في شرفنا» و«ابتعد» و«بدون مال أنت لا شيءٍ».
ويدعو الشاعر الناس في مثل هذه الأشعار لإنقاذ أنفسهم من العبودية المعنوية، والتعويل على الضمير الذاتي، والوعي بحقوقهم؛ وكان الهدف الأساسي للشاعر هو التخلص من السبب الأساسي لتلك الحالة وهو النظام الحاكم، وإيقاظ الشعب من غفلة الجهل وتوضيح حقهم. اختار الشاعر صابر الطريق الصعب: طريق الشرف، والأدب، وأخلص للحرية والدفاع عن المظلومين وهنا تكمن عظمته وسبب المكانة الكبيرة التي استحقها داخل الآداب الأذربيجاني وما تركه من أثر وإرث كبير في الثقافة والشعر والوعي للأجيال التي تحفظ اسم الشاعر الذي رهن حياته من أجل قضايا شعبه ووطنه.
عاش الشاعر في فقر ومعاناة على مدى شهور، وفي عام 1910 عاد صابر إلى مدينة شماخي مصابًا بمرض الكبد بسبب تلك الظروف. واقترح الأطباء عليه إجراء عملية جراحية ولكنه رفض ذلك. وفي سنة 1911 نشرت مجلة «الملا نصر الدين» في عددها الرابع عشر إعلانًا لطلب الدعم المادي للشاعر المريض، وبعد نشر الإعلان بدأ العشرات من القراء إرسال التبرعات من روسيا وعددٍ من المدن من الشرق على عنوان مجلة «الملا نصر الدين» تعبيرًا عن الاحترام والمحبة للشاعر العظيم. وفي الثامن من شهر يوليو جاء الشاعر إلى مدينة باكو موافقًا على إجراء العملية الجراحية بعد أن اشتد المرض عليه ولم يبقى أي علاج أخر، لكن الأطباء نصحوه بالعودة إلى مدينة شماخي بعد أن فات الأوان ولم تكن ثمة فأيده من العملية الجراحية.

## آثاره الأدبية
- هوب هوب نامه – مجموعة قصائد شعرية.[2]
- أشعاره الاجتماعية والسياسية
- قصائده الهجائية
- مرثيات
- قصائده للأطفال

نشرت أشعاره في صحف ومجلات أذربيجانية وإيرانية وتركية. في عام 1912 وبعد سنةٍ واحدةٍ من وافته جُمعت أشعاره ونشرت بعنوان «هوب هوب نامه» تكريمًا لذكراه.

## أعماله الهجائية
أشعار الشاعر الاذربيجاني صابر الذي يُعد أحد أهم الشخصيات الأدبية في القرن العشرين، هي نصوص هائمة في ملكوت الأدب، والفلسفة، والروح، والجمال، تُعنى بتناقضات الحياة، هي أناشيد للألم، والبؤس، والأوجاع، والموت، والفرح، والسرور، والسعادة، فالحياة، بحسب شاعر جديرة بالعيش رغم قسوتها، ومرارتها، وقد جعل من قصائده مضاداً حيوياً يسري في وريد جسد الحياة المعتل، هي نصوص بعمق فلسفي، تعبر عن موقف عالق ومتأرجح للشاعر بين أمنياته، وواقع الحياة. عاش حياته فقيراً عمل في صناعة الصابون، والفترة القصيرة التي عمل فيها مدرساً بفضل ثقافته وموهبته الشعرية حقق إسهاما مهماً في تطوير الشعر الأذربيجاني. كانت له مواقف نقدية جذرية للتقاليد الاجتماعية والفكرية آنذاك. أما البساطة العميقة التي اشتهرت به كتابته الشعرية فقد كانت الملح المحبوب في تجربته الشعرية، حتى أنك تكاد تشعر أنه يصوغ قصيدته للأطفال لفرط الرمزية الشفافة التي تتصل بالبساطة العميقة والتأمل الحكيم والنقد الصارم للواقع من حوله، وهذه واحدة من التأثر الصادق بطبيعة المجتمع الأذربيجاني في تلك المرحلية.
قصيدته الشهيرة «توميئ نهار» السخرية الجارحة التي يفضح بها النظام الاجتماعي والسياسي، حيث الدواجن في النص هم البشر الذين يعيشون حياة لا تختلف عن حياة الحيوانات إلا بالشكل:
نامي واصمتي أيتها الدجاجة الجائعة، واحلمي بالحَب
أنظري
و خافي في الصقر أيتها الواهنة، هجومه المفاجئ
انظري
الخطر يواجه القنّ، والباحة أيضاً في خطر
و السيد يشحذ سكينه والدم يصبغ كفه
انظري
من هذه البيضات التي تبيض
لا تنتظري أية سلامه
فالعجة في الفرن، النار تتقد
انظري
لا تسأليني قمحك أين ولى، وطحينك وكسرتك
الخازن والبيك يستفيدان منهما. هناك يذهب خبزك
انظري
حاذري الخطب الرنانة لدى الذين يبخرون أنفسهم
و ساعة تأزف ساعة العمل، قلما يظهرون
انظري
انتبهي حيي، الملا، وسدي الأذن عن وعظه
فمن تحت قفطانه يسحّ السمّ
انظري
و بدلاً من أن تأملي رؤية المحاسب يصيح: مجاعة
يحضّر كفن، فالقبر ليس بعيداً
انظري
أما رؤوسنا المستنيرة، فلن تأمل أكثر
لكنها ستنهمك في البطاقات والخمر
انظري
كل ما يفعلون، يقولون، ليس سوى سياسة محنطة
ضجة مفتعلة، خطب رنانة لا أكثر
انظري.

## وفاته
توفي ميرزا على أكبر صابر في 12 يوليو 1911، عن عمر ناهز 49 عاماً، بسبب مرض السل وتليف الكبد، ودفن الشاعر في جبانة «القباب السبعة» في مدينة شماخي.